# 赤道無鰭蛇鰻
赤道無鰭蛇鰻為輻鰭魚綱鰻鱺目糯鰻亞目蛇鰻科的其中一種，分布於東太平洋區，包括加利福尼亞灣、巴拿馬、加拉巴哥群島等海域，棲息深度可達125公尺，體長可達27公分，棲息在沙泥底質海域，會將身體埋藏於沙泥中，屬肉食性。

## 擴展閱讀
維基物種上的相關：赤道無鰭蛇鰻